# Ernesto Zardini
Ernesto Zardini (Cortina d'Ampezzo, 5 giugno 1908 – 1939) è stato un combinatista nordico e saltatore con gli sci italiano.

## Biografia
Atleta ampezzano attivo negli anni trenta, Zardini nacque a Cortina d'Ampezzo quando questa faceva ancora parte dall'Impero austro-ungarico; nel 1918, quando in seguito alla fine della prima guerra mondiale Cortina passò all'Italia, a Zardini come a tutti i suoi compaesani viene riconosciuta la doppia cittadinanza.
Nel 1925 vinse una medaglia d'argento nel salto con gli sci ai Campionati italiani e nel 1927 una medaglia di bronzo, nella medesima disciplina; nel 1930 vinse invece l'oro nella combinata nordica. Partecipò ai III Giochi olimpici invernali di Lake Placid 1932, classificandosi 14° nel salto con gli sci e 12° nella combinata nordica.

## Palmarès

### Combinata nordica

#### Campionati italiani
- 1 medaglia[2]:
  - 1 oro (individuale nel 1930)

### Salto con gli sci

#### Campionati italiani
- 2 medaglie[3]:
  - 1 argento (trampolino normale nel 1925)
  - 1 bronzo (trampolino normale nel 1927)